# Partizanski zločini u Drugom svjetskom ratu
Partizanski zločini u Drugom svjetskom ratu su ratni zločini koje je počinila Narodnooslobodilačka vojska i partizanski odredi Jugoslavije tijekom Drugog svjetskog rata.
Vodstvo partizanskog pokreta vodilo je osmišljenu propagandu s ciljem širenja boljševičke ideologije i širenja mržnje prema političkim neistomišljenicima.
Tijekom Drugog svjetskog rata Titovi partizani su  u svrhu uzdržavanja svojih postrojbi i stanovništva koje ih je podržavalo vršili konfiskaciju (prisilno oduzimanje) privatne imovine. Radi ojačavanja svojega položaja među stanovništvom na područjima gdje su djelovali, strijeljali su civile koji su se otvoreno protivili suradnji s njima. Nerijetko je među Srbima u partizanskim postrojbama - napose onima koje su bile sastavljene isključivo od njih - bilo otvorenog neprijateljstva prema hrvatskom stanovništvu; napose je toga bilo u onim postrojbama koje su bile sastavljene od bivših četnika, koji su nerijetko prelazili među partizane kada bi ratna situacija takav korak učinila oportunim.
U mjestima gdje partizani nisu dobili podršku civilnog stanovništva događali su se zločini kao primjerice zločin u Zrinu, gdje je uz ubijanje velikog broja civila do temelja spaljeno mjesto, kako ne bi služilo kao oslonac snagama NDH.
Također su i u mjestima koje bi partizani zauzeli nerijetko odabirani istaknutiji pojedinci za "likvidaciju", kako bi se "neprijateljima" pokazalo da se "narodnoj vlasti" ne smije suprotstavljati; primjer takvih zločina na dubrovačkom području je Pokolj na otočiću Daksa, a u Srednjoj Dalmaciji su civili iz primjerice Trogira ubijani i bacani u Kevinu jamu kod Lećevice. Na zagrebačkom području postoji veći broj stratišta, od kojih je nešto bolje istražen Pokolj u Gračanima.
Zarobljeni vojnici protivničke strane su se na obje strane uglavnom strijeljali. Pri tome su komunističke snage većinu neprijateljskih vojnika zapravo i pobile 1945. godine, nakon što su im se na kraju rata oni predali.
Za vrijeme SFR Jugoslavije nije se smjelo govoriti ni pisati o partizanskim zločinima.

## Broj žrtava komunističkog terora
Nakon što su komunističke vlasti desetljećima ponavljale da je njihov dolazak na vlast nerazdvojivo povezan s borbom protiv fašizma, pri čemu se prikazivalo da vojne snage koje su vodile tu borbi apsolutno nisu počinile nikakve zločine - tj. prikrivalo se svaki zločinački poduhvat koje su one poduzimale od samih početaka u ustancima 1941. god. do konsolidacije revolucionarne vlasti u poraću - ti zločini se od početka 1990-ih godina tek postupno evidentiraju i istražuju.
Ta nastojanja nužno predstavljaju reviziju službenih podataka komunističke Jugoslavije,  pa tako Vladimir Geiger navodi da njemački i austrijski povjesničari procjenjuju kako je "među ratnim zarobljenicima u Jugoslaviji bilo je najviše njemačkih vojnika, njih oko 194.000, od kojih je u zarobljeničkim logorima i na prisilnom radu od 1945. do 1953. umrlo ili pak ubijeno oko 80.000 do 100.000 Nijemaca i Austrijanaca. No prema jugoslavenskim službenim navodima u Jugoslaviji je u zarobljeništvu umrlo 15.028 odnosno 10.621 svih ratnih zarobljenika." Slično, citira Geiger opet znanstvenu literaturu na njemačku jeziku, od početka do kraja rata je izginulo na području Jugoslavije oko 28.000 etničkih Nijemaca ("Folksdojčera"), od toga od ljeta 1944. do listopada 1944. godine oko 1.500 civila pobijenih u napadima partizana na civile, da bi potom u zajedničkom teroru Crvene armije i NOVJ bilo od listopada 1944. do ljeta 1955. godine pobijeno još oko 9.500 civila njemačke narodnosti, a oko 2.000 civila - pretežno žena - pomrlo je na prisilnom radu u Sovjetskom Savezu. Uz to je u jugoslavenskim logorima od listopada 1944. do ožujka 1948. umrlo, mahom od od tifusa pjegavca i gladi, oko 51.000 osoba, uglavnom djece, žena i starijih osoba. "No, poslijeratna je jugoslavenska komunistička vlast, diplomacija i historiografija uporno, i bez skrupula, ubrajala folksdojčerska stradanja u žrtve fašizma i nacizma", objašnjava Geiger.
"Najveća i najnečasnija mistifikacija jugoslavenske politike i znanosti, osobito historiografije i demografije, bila je mistifikacija o ljudskim gubicima Jugoslavije u Drugome svjetskom ratu i žrtvama i stradalima koje su prouzročili okupatori i njihovi suradnici, ponajprije u Hrvatskoj", zaključuje V. Geiger (2010.).
Hrvatski intelektualac Bruno Bušić se s tom mistifikacijom uhvatio u koštac još sredinom 1970. godina (što će zacijelo pridonijeti njegovom progonu i ubojstvu 1978. godine). Na temelju demografskih i drugih podataka koji su mu bili dostupni kao djelatniku Instituta za historiju radničkog pokreta u Zagrebu, piše on tada - u emigraciji - da je na području SR Hrvatske na "antifašističkoj" strani izginulo ukupno 185.327 osoba, dok je na "neprijateljskoj" strani bilo daljnjih 219 tisuća poginulih vojnika i civila. Za područje BiH, iznosi Bušić procjenu o 171.000 "antifašističkih" žrtava, te 236 tisuća "neprijateljskih" žrtava među vojnicima i civilima.
Vladimir Geiger upućuje osobito na sistematske i detaljne demografske izračune Vladimira Žerjavića objavljene sredinom 1990.-ih godina, gdje se navodi da je tijekom II. svjetskog rata i poraća izgubilo život 106.000 Hrvata iz Hrvatske. Od toga, prema podatcima koji su u to vrijeme bili dostupni Žerjaviću snage NOVJ su prouzročile smrt 8.000 civila (daljnjih 12.000 izginulih civila hrvatske etničke pripadnosti pripisuje Žerjavić postrojbama četnika; preostalih 13.000 je stradalo djelovanjem njemačkih, talijanskih i snaga NDH). Za područje Bosne i Hercegovine, navodi Žerjavić 64.000 etničkih Hrvata (katolika), od čega 25.000 civila i 22.000 pripadnika oružanih snaga NDH; u tome je NOVJ - prema Žerjavićevim procjenama - pobila 22.000 vojnika i 6.000 civila. U BiH je dodatno pobijeno tijekom rata oko 77.000 Muslimana, od čega su snage NOVJ pobile 2.000 civila i 15.000 pripadnika snaga NDH. Kad se pribroji još i područje istočnog Srijema (danas dio teritorija Srbije), od 175.000 Hrvata i 77.000 Muslimana poginulih na području NDH, NOVJ je  - prema Žerjavićevim izračunima - prouzročila smrt 101.000 osoba (četnici daljnjih 68.000). Među poginulim pripadnicima snaga NDH, pretežni dio je pobijen nakon kraja rata, na tzv. Križnom putu.Kazimir Katalinić, pak daje izračun o 384.000 (katoličkih) Hrvata i 159.000 muslimana (tj. Bošnjaka), kao vjerojatniju procjenu. Kazimir Katalinić vjerojatnijima smatra nešto više procjene broja poginulih Hrvata, i osobito Bošnjaka.
Osim Hrvata i Bošnjaka, pobile su partizanske snage i dosta Srba, napose zarobljenih četnika: samo u svibnju 1945. godine približno 10.000 crnogorskih i srbijanskih četnika koji su zarobljeni na području BiH.

## Vanjske poveznice
- Partizanska i komunistička represija i zločini u Hrvatskoj 1944. - 1946.;, zbirka izvornih dokumenata u izdanju Hrvatskog instituta za povijest, 2005.
- Partizanska i komunistička represija i zločini u Hrvatskoj 1944. - 1946.; DOKUMENTI – Slavonija, Srijem i Baranja, izdanje Hrvatski institut za povijest 2006.
- Partizanska i komunistička represija i zločini u Hrvatskoj 1944. - 1946.; DOKUMENTI – Slavonija, Srijem i Baranja, 2. dio, izdanje Hrvatski institut za povijest 2006
- Partizanska i komunistička represija i zločini u Hrvatskoj 1944. - 1946.; DOKUMENTI 3 – Zagreb i središnja Hrvatska, izdanje Hrvatski institut za povijest 2008.